# Zinten (herb szlachecki)
Zinten – polski herb szlachecki z nobilitacji.

## Opis herbu
Opis z wykorzystaniem zasad blazonowania, zaproponowanych przez Alfreda Znamierowskiego:
W polu dwudzielnym w słup, z prawej błękitnym, z lewej czerwonym, baran srebrny z językiem czerwonym i rogami złotymi oraz cztery takież lilie w każdym rogu pola.
Klejnot: nad hełmem bez korony rogi bawole, prawy błękitny, lewy czerwony, między nimi lilia jak w godle.
Labry z prawej czerwone, podbite srebrem, z lewej błękitne, podbite srebrem.

## Najwcześniejsze wzmianki
Nadany 16 lutego 1581 Mikołajowi Zinthenowi.

## Herbowni
Herb ten był herbem własnym, więc przysługiwał tylko jednemu rodowi herbownych:
Zinten (Zinthen).